# Noriyoshi Shibata
Noriyoshi Shibata ou Nori Shibata (柴田 のりよし, Shibata Noriyoshi) est un photographe japonais dont le travail est consacré à la documentation du Tibet et de la Chine.
Né à Nagasaki en 1966 et diplômé de l'université Keiō (Tokyo) en 1990, il intègre l'agence de presse Kyodo News puis la quitte pour se mettre à son compte en 1995.
Ses photographies du Tibet sont parues dans son livre Tibétains ; celles de Chine et d'Irlande du Nord dans des magazines photographiques.

## Expositions
- (ja) Lhasa, Wakita Gallery (Nagoya), 1993[4],[5].
- Shangri-La at the End of a Century (秘境の世紀末?). Kodak Photo Salon (Ginza, Tokyo), 1997[4],[6]
- The Land of Kesar (ケサルの楽土?). Minolta Photo Space (arrondissement de Shinjuku à Tokyo), 1998[4],[6].
- Tibetans. Salon Nikon (Shinjuku, Tokyo), 2005[4].
- Alley Theater in Canton (広東路地裏劇場?). Olympus Gallery (Kanda, Tokyo), 2005[4],[6].
- (en) Children from a Village of Acrobats (雑技の郷の子供たち?). Konica Minolta Plaza (Shinjuku, Tokyo), 2007[4],[7].
- (ja) Back-Street Mandala (路地裏マンダラ?). Salon Nikon (Shinjuku, Tokyo), 2007[4],[6],[8].
- (en) Pre-Olympic Beijing (五輪前 北京?). Konica Minolta Plaza (Shinjuku, Tokyo), 2008[4],[9].

## Album
- Tibetans; Hakodate : Mole, 2002.  (ISBN 4-938628-48-1).